# Bascule (Bruxelles)
Bascule este o zonă comercială care se află în Bruxelles. Este situată pe o parte din Șoseaua Waterloo și se află în cartierul Ixelles. În Bascule există diverse magazine.